# Transfiguratiekathedraal (Rybinsk)
De Transfiguratiekathedraal (Russisch: Преображенский собор) is een Russisch-orthodoxe kathedraal in de Russische stad Rybinsk.

## Geschiedenis
Aan het begin van de 19e eeuw werd de oude kathedraal bouwvallig en in verband met de toenemende groei van het aantal gelovigen te klein. Een lange, meer dan 20 jaar durende, discussie volgde tussen voorstanders van een nieuwe kathedraal en tegenstanders van de sloop van de oude kathedraal. Het pleit werd uiteindelijk beslecht in het voordeel van de voorstanders van een nieuwe kathedraal en op 14 juni 1838 werd de laatste liturgie gevierd in de oude kathedraal. Nog hetzelfde jaar werd een begin gemaakt aan de bouw van de nieuwe kathedraal op de plaats van de gesloopte kerk. De bouw werd mogelijk gemaakt door donaties van een groot aantal industriëlen van Rybinsk. De feestelijke inwijding van de nieuwe, in de classicistische stijl, opgetrokken kathedraal vond plaats op 29 juni 1851. De kathedraal diende als zomerkerk, als winterkerk deed de nabijgelegen, in 1720 gebouwde en in de jaren 30 van de 20e eeuw door de bolsjewieken gesloopte, Kathedraal van de heilige Nicolaas dienst.
De vijf verdiepingen tellende klokkentoren is met een hoogte van 94 meter een van de hoogste kerktorens van Rusland en werd gebouwd in de jaren 1797-1804. De toren is gebouwd in de stijl van het vroege classicisme met elementen van de late barok.

## Sovjetperiode
In 1929 lieten de bolsjewieken de Transfiguratiekathedraal sluiten. Enkele jaren later werden de vijf koepels van de kerk gesloopt. Het plan was om met de aanleg van een brug over de Wolga de kathedraal volledig te slopen. Tussenkomst van de Grote Vaderlandse Oorlog verhinderde de uitvoering van dit voornemen. Een tweede en in de jaren 60 uitgevoerd ontwerp voor de aanleg van een brug over de Wolga voorzag niet in sloop, maar in een volledig herstel van de kathedraal naar de oorspronkelijke staat. In de jaren 1982-1999 deed het gebouw dienst als staatsarchief van Rybinsk. Het rijke en fraaie interieur ging tijdens de Sovjetperiode spijtig genoeg geheel verloren.

## Heropening
In de jaren 2003-2007 werd de kerk gerestaureerd. De kathedraal is weer eigendom van de Russisch-orthodoxe Kerk en geopend voor de gelovigen.